# Club de Fútbol Barcelona 1946-1947

## Rosa
| N. |                   | Ruolo | Calciatore                |
| -- | ----------------- | ----- | ------------------------- |
|    | Spagna (bandiera) | P     | Juan Zambudio Velasco     |
|    | Spagna (bandiera) | P     | Quique Martín             |
|    | Spagna (bandiera) | P     | José Valero Martín        |
|    | Spagna (bandiera) | D     | Josep Gonzalvo            |
|    | Spagna (bandiera) | D     | Curta                     |
|    | Spagna (bandiera) | D     | Jaume Elías               |
|    | Spagna (bandiera) | D     | José Seguer               |
|    | Spagna (bandiera) | D     | Ricardo Rodríguez Álvarez |
|    | Spagna (bandiera) | D     | Fernando García Lorenzo   |
|    | Spagna (bandiera) | D     | Francesc Calvet           |
|    | Spagna (bandiera) | C     | Francisco Amorós López    |
|    | Spagna (bandiera) | C     | Marià Gonzalvo            |
|    | Spagna (bandiera) | C     | Joan Sans Alsina          |

| N. |                   | Ruolo | Calciatore             |
| -- | ----------------- | ----- | ---------------------- |
|    | Spagna (bandiera) | C     | Josep Canal            |
|    | Spagna (bandiera) | C     | César Rueda            |
|    | Spagna (bandiera) | C     | Miguel Torra           |
|    | Spagna (bandiera) | A     | César Rodríguez        |
|    | Spagna (bandiera) | A     | Alfonso Navarro Perona |
|    | Spagna (bandiera) | A     | José Bravo Domínguez   |
|    | Spagna (bandiera) | A     | Josep Escolà           |
|    | Spagna (bandiera) | A     | Jaume Sospedra         |
|    | Spagna (bandiera) | A     | Mariano Martín         |
|    | Spagna (bandiera) | A     | Vicente Colino         |
|    | Spagna (bandiera) | A     | Estanislao Basora      |
|    | Spagna (bandiera) | A     | José Valle Mas         |

### Staff tecnico
- Allenatore:  Josep Samitier